# Renato Bialetti
Pour les articles homonymes, voir Bialetti (homonymie).
Renato Bialetti, né à Omegna le 12 février 1923 et mort à Ascona le 11 février 2016, est un entrepreneur italien.
Il est fils d'Alfonso Bialetti, inventeur de la cafetière Moka.

## Biographie
Renato Bialetti grandit dans l'entreprise familiale Bialetti (entreprise) fondée par son père Alfonso en 1919.
En 1946, il dirige l'entreprise et avec le dessinateur de bande dessinée Paul Campani (it), il crée la figure de l'omino coi baffi (« petit homme à moustache ») qui entre dans la mémoire collectivive italienne comme le symbole de la marque.
En 1986, il cède l'entreprise au groupe Faema, qui à son tour la cède en 1993 à Rondine Italia.
En 1998, la fusion de Bialetti et Rondine donne naissance à Bialetti Industrie.
Renato Bialetti se retire en Suisse à Ascona, où il décède dans la nuit du 10 et 11 février 2016.
Lors de son enterrement, ses cendres sont conservées dans une de ses cafetières moka la « Mokona Bialetti ».